# شولمانو (ایزد)
شولمانو یا شولمان (اکدی آشوری :Salmānu)، (اکدی بابلی :Šulmānu)
(به انگلیسی: Shulmanu یا Shulman)، خدای میانرودان باستان بود. بر خلاف بسیاری از خدایان دیگر میانرودان که جهانشمول‌تر بودند، این خدا، تنها خدایی است که تا کنون ثبت شده‌است و توسط آشوریان باستان پرستیده شده و در دوره آشوری میانه بسیار محبوب بوده‌است. نام الوهیت در نام شلمنسر (به انگلیسی: Shallmaneser) گنجانیده شده که توسط پنج پادشاه آشوری از شلمنسر یکم (دوران ۱۲۷۴–۱۲۴۵ پیش از میلاد) تا شلمنسر پنجم (دوران: ۷۲۷–۷۲۲ پیش از میلاد) به عنوان نام سلطنتی در نظر گرفته شد. ترجمه تحت‌اللفظی نام "Salmānu" ،دوستانه می‌باشد. این احتمال وجود دارد که شولمانو تجلی دوستانه خدای ملی آشوری یعنی آشور باشد.